# تپه اهکلیک یر
تپه اهکلیک یر مربوط به دوره ساسانیان است و در شهرستان ماهنشان، بخش مرکزی، دهستان اوریاد، روستای ارزه خوران، ۱۶۰۰ متری شرق روستا، ۵۰ متری رود قلعه چای واقع شده و این اثر در تاریخ ۲۵ آبان ۱۳۸۷ با شمارهٔ ثبت ۲۳۸۴۲ به‌عنوان یکی از آثار ملی ایران به ثبت رسیده است.